# Johann Georg Mohr (Bildhauer)
Johann Georg Mohr (* 1656 in Radstadt; † 7. Jänner 1726 in Hallein) war ein österreichischer Barockbildhauer.

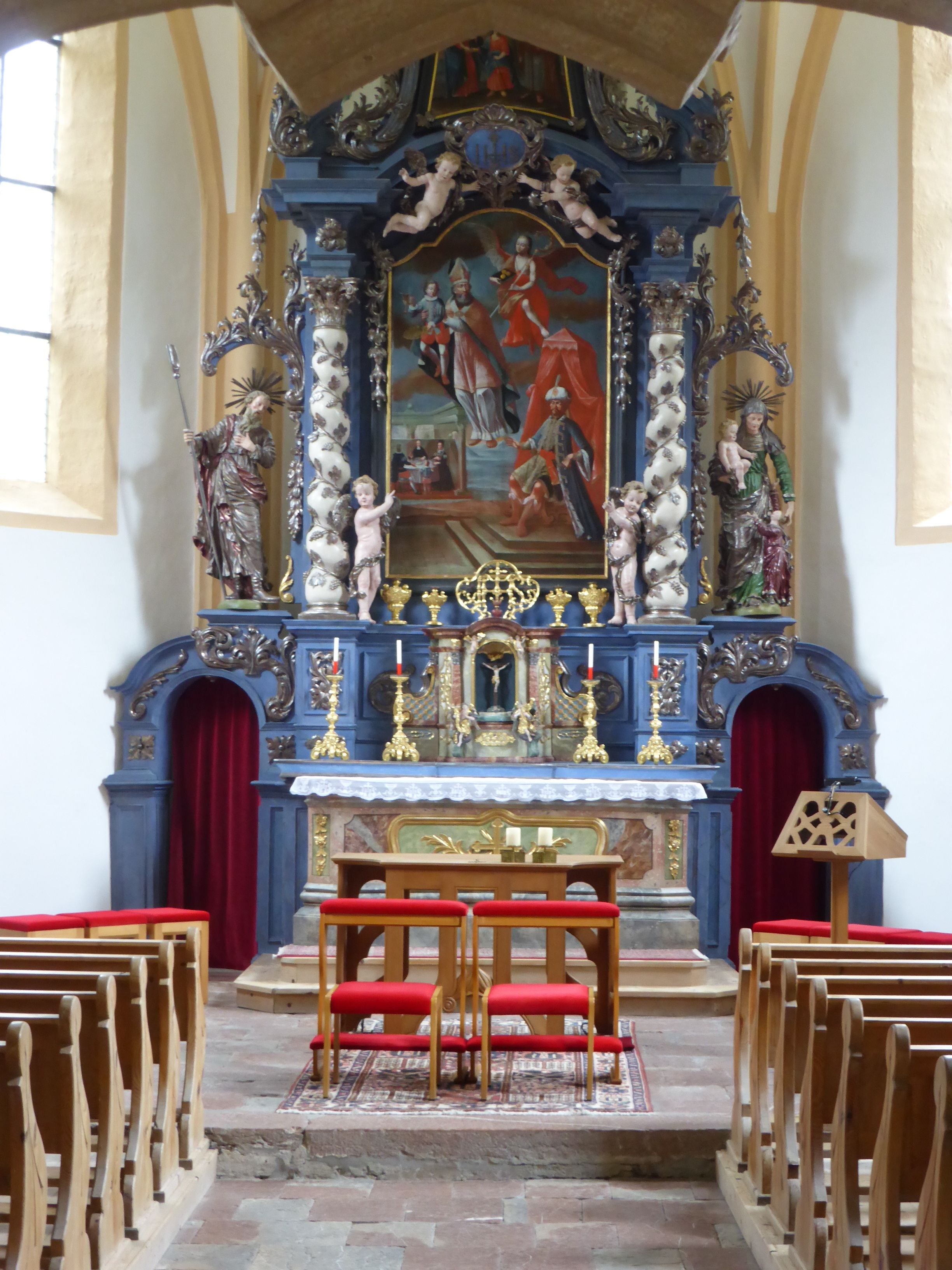
Seitliche Konsolfiguren hl. Joachim und Anna selbdritt über den Opfergangsportalen der Filialkirche hl. Nikolaus in Torren (1715)

## Leben
Johann Georg Mohr hatte seine Bildhauerwerkstatt in Hallein und entwickelte sich zu einem führenden Barockbildhauer im südlichen Land Salzburg.

## Werke
- 1682 Barocker Kruzifix in der Pfarrkirche Wagrain
- 1691 Im Kalvarienberg Christus mit den Schächern links vom Tor in der Wehranlage der Wallfahrtskirche und Bekrönender Engel auf dem Schalldeckel der Kanzel in der Wallfahrtskirche St. Leonhard ob Tamsweg
- 1695 Kruzifix an der südlichen Langhauswand und am Hochaltar die seitlichen Figuren Hll. Johannes der Täufer und Laurentius, über den Opfergangsportalen die Figuren Hll. Virgil und Dionysius, im Aufsatz die seitlichen Figuren Hll. Georg und Florian in der Pfarrkirche hl. Stephan in Oberalm
- um 1700 Figuren Hll. Sebastian und Fabian und im Auszug Apostelfiguren Hll. Joseph und Paulus am Hochaltar in der Pfarrkirche Unsere Liebe Frau Mariä Himmelfahrt in Mariapfarr
- 1703 Triumphbogenkreuz in der Filialkirche hl. Gertraud im Weiler St. Gertrauden in Mauterndorf
- 1707 Seitliche Konsolfiguren Hll. Rupert und Virgil und seitliche Giebelfiguren im Aufsatz Hll. Katharina und Barbara am Hochaltar der Filialkirche hl. Maria Magdalena im Weiler Wallersee-Zell in Seekirchen am Wallersee
- 1708 Kreuzigungsgruppe und Aufsatzgruppe Gottvater und Hl. Geist und die Figuren über den Opfergangsportalen Hll. Andreas und Elisabeth in der Bürgerspitalskapelle Hallein Hl. Kreuz
- 1712 Halbfigur Gottvater und die Aufsatzfigur hl. Sebastian in der Pfarrkirche Mariä Geburt in Puch bei Hallein
- 1715 Seitenfiguren hl. Joachim und Anna selbdritt am Hochaltar über den Opfergangsportalen der Filialkirche hl. Nikolaus in Torren
- 1716 Figuren Hll. Georg, Rupert und Virgil am Hochaltar der Filialkirche St. Georg am Georgenberg
- 1725 Am Hochaltar die seitlichen Konsolfiguren Hll. Margaretha und Magdalena, die Aufsatzfiguren Hll. Katharina und Barbara, und mittig der hl. Michael; am rechten Seitenaltar die Figuren Hll. Johannes der Täufer und Johannes Evangelist; in der Filialkirche St. Margarethen in Bad Vigaun

## Ausstellungen
- 2001 Salzburger Barockmuseum[2]